# لقنت
لَقَنْت أو القنت (بالإسبانية: Alicante، يلفظ الاسم: أليكانتي)؛ مدينة تقع في شرق إسبانيا، هي عاصمة مقاطعة لقنت التابعة لمنطقة بلنسية. هي أيضاً ميناء تاريخي في البحر المتوسط.

## الديموغرافيا
بلغ عدد سكان مدينة لقنت 349.282 نسمة عام 2023 (وفقاً للمعهد الوطني الإسباني للإحصاء).
| 274.577 | 272.432 | 293.629 | 319.380 | 322.673 | 334.757 | 334.329 | 349.282 |

## توأمة
للقنت اتفاقيات توأمة مع كل من:
- سيواس
- هرتسليا
- تارانتو
- برايتون
- نيس
- كارلوفورتي
- ماتانزاس
- وهران
- ريغا
- تويوكا
- ونجو (1 ديسمبر 1995 - )
- الإسكندرية

## أعلام
- خوسي أنطونيو بريمو دي ريفيرا
- باربرا موراي
- ميجيل إيرنانديث
- آرثر بالدر
- إدوارد فريمان